# 库尔德斯坦民主人民运动
库尔德斯坦民主人民运动（：‎，羅馬化：Bizûtineweyî Dîmukratî Gelî Kurdistan）是伊拉克库尔德斯坦的一个共产主义政党。该党成立于1995年。该党的领导人是Mam Xidir。该党与库尔德斯坦共产党—伊拉克、库尔德斯坦劳动者党组成了“库尔德斯坦左翼共同工作委员会”。